# 英国铁路158型柴油动车组
英國鐵路158型柴聯車 “特快短跑手”（British Rail Class 158 Express Sprinter）是1989年至1992年期间，由英国铁路工程公司（BREL）在位於德比的利特奇巷工厂（Derby Litchurch Lane Works）製造的柴聯車，用於替代機車牽引的旅客列車，也用於逐步替代老舊的柴聯車。其姊妹型為英國鐵路159型柴聯車，与本型几乎相同，有部分158型被改造为159型，用於倫敦滑鐵盧車站到英格兰西部的特快列车。

## 概览

### 种类
本型車共製造182辆，大部分为两车編組。有17個三車編組，但其中8組將中間車转移到其他編組，另有8組升级为159型。最后10辆是专门为西约克郡PTE地铁服务而建造的，运用在利兹周边地区。

### 客运设施和性能
在引进时，英国铁路公司将158级列车描述为 "为区域铁路公司的长途干线带来了"全新的舒适度和质量标准"。
据介绍，该车的内饰均铺有地毯，并配有 "全景式 "窗户和各种座位，有的是飞机式的，有的是四人座，有的是围着桌子摆放的。与以往的Sprinter家族成员（如156级SuperSprinter）不同的是，158级客机配备了空调、机上公用电话、电动车门、每节车厢内有厕所，并提供茶点推车服务。尽管最高时速提高到90英里/小时(145公里/小时)，但与前代车型相比，本车型的行驶更平稳、更安静。
预计158型大修间运行里程为13 500英里(21 700公里)，每次加油后的续航航程可达1 600英里(2 600公里)。

### 技术问题
158级列车的制造和工程技术还是造成了一些问题。作为轻型车辆，也是第一批使用盘式制动器的Sprinter系列的成员，秋季的树叶覆盖物堆积在轮辋上，使这些车辆无法正常运行。虽然后来通过安装擦洗块清洁车轮的方法解决了问题，但在1992年10月，一些车辆被拆分并与156级客车混合编组以利用后者的轮胎制动装置清洁车轮。
由于最初设计使用的空调压缩气体氟氯化碳被禁止生产使用，该车系的空调系统也不再可靠。在私有化后，各个运营商分别拆换了各自车队的空调系统，现在各车队使用的系统及其效果各不相同。
158的铝制机身轻巧，导致了它的"线路可用性 "得分很高，这意味着它能够在英国的部分地区运行，而较重的机组则无法在这些地区运行。然而，由于车站停靠时间和月台间隙问题，网络铁路公司（Network Rail）拒绝了在Conwy Valley和Borderlands线路上运营。

## 运营

### 国铁时代
1990年9月，苏格兰铁路是国铁中第一个使用158系的，这些列车被用于格拉斯哥皇后街到爱丁堡Waverley的服务，以及前往阿伯丁和因弗内斯的服务。 158系列车随后在英国其他地区，主要是在米德兰地区、英格兰北部、威尔士和西南部地区。
随着大部分车队由区域铁路部门控制，158型列车成为大城市与普通城市之间的二级快车服务的主力。这方面的例子包括英格兰北部的Transpennie的长途服务，以及中西部、威尔士和西南地区的Alphaline品牌的一系列升级版区域服务。
Intercity使用了一小批编号为158747-158751的机组，用于补充其核心机队的一些越野服务，主要是从西北部到苏格兰，但也有去往朴茨茅斯。这些车辆经常出现在伯明翰和曼彻斯特之间的非高峰时段，也在伯明翰和唐卡斯特之间的周日上午出现。

### 私有化后

#### 苏格兰铁路
苏格兰铁路公司在第一次私有化后，继承了46列158型，并继续投入使用。1999年，因为在特快服务中引进了全新的170系Turbostar柴联车，158车队的数量减少了6个，剩下的机队则被转到了远北线等次要线路上。
2003年，有计划将部分列车与Central Trains的156型列车交换，因为后者被认为更适合现在由苏格兰铁路公司的158型列车运营的一些短途线路。然而，这一计划未能实现，到2000年代中期，苏格兰铁路公司的158型列车运营短途列车（如格拉斯哥皇后街至Anniesland）到农村线路和长途快车，补充了其他快车的不足。2010年，这些列车开始在格拉斯哥中心站出现，在格拉斯哥中心站经Shotts线到爱丁堡，再到格拉斯哥中心站到Whifflet线。后来又从其他运营商处购买了一些额外的列车，以提供额外的运力。
自私有化以来，还进行了翻新和重新交付使用。最初的苏格兰铁路公司在158型列车上使用了自己的涂装，之后，第一苏格兰铁路公司在控制了特许经营权后又重新喷漆了一次。在2008年9月苏格兰运输局宣布为所有苏格兰列车指定了永久的蓝白相间的服色，而在特许经营权变更后，苏格兰铁路公司将不会改变其涂装。 内饰也不止一次改变。最近一次对25个单元的整修涉及到重新粉刷、新的座椅、额外的行李空间和新的客户信息系统。还安装了卫生间的储物槽。
2018年，Scotrail从其他私铁手中收购的8台机组分阶段移交给北铁。前两台在2018年2月移交，其余的在2018年12月。
ScotRail的几个车卡被命名纪念--例如158702被命名为BBC苏格兰--75年，158707被命名为Far North Line-125周年，158715被命名为Haymarket，158720被命名为Inverness and Nairn Railway-150年。

#### 威尔士运输局铁路（TfW）
在私有化初期，Wales & West公司经常在其从南威尔士到英格兰西北部、北威尔士、康沃尔和伦敦滑铁卢的长途Alphaline服务中使用158型快车组，也在一些卡迪夫中心站到寒武线沿线的服务中使用。继任公司Wales & Borders（2001年）和Arriva Trains Wales（2003年）继续在类似的线路上使用这种类型的动车组，总共分配了40个动车组，也让寒武线的服务完全由158型运营。到2006年底，共有16个车组（158815-158817和158842-158854）被退回到了租赁公司，因为Arriva获得了之前与其他列车运营商共享的整个175级Coradia车队的独家使用权。
其余24辆158车队于2007年在Machynlleth的一个专门建造的车厂长期驻扎。尽管最初在加装必要的 "玻璃驾驶舱 "式驾驶员控制装置时遇到了一些问题，Arriva的158级特快车队成为英国第一辆配备ETCS二级信号系统的车队。2011年3月28日开始使用ETCS进行商业运营。
因此，这些机组运营着中威尔士和伯明翰之间的所有寒武线服务，并在其他长途线路上补充了175级的Coradia机组。2009年，Arriva还提议使用该机组提供Aberystwyth和伦敦之间的直达服务，尽管这一提议后来被铁路监管局拒绝了。
在2010年12月至2012年10月期间，为158级进行了一次全面翻修，使其内部装修焕然一新。由威尔士议会政府出资750万英镑，完成的工程包括内部和外部重新粉刷，以及更换座椅、墙面、地毯、照明、行李架和厕所设备。安装了一个乘客信息系统，并在选定的座位上安装了移动电话和笔记本电脑的电源插座。
在这次整修之前，该车队自1990年代末由Wales & West公司进行整修以来，只对其内饰进行了一些小的修整（除了更换了老式座椅上的布料和安装了闭路电视外，其他的部分内饰也只进行了部分粉刷，变成了Arriva的颜色。在大修之前，车门控制装置和外部目的地显示屏确实已经开始更换。
2017年安装了WiFi，2018年6月开始对残障人士进行改造，同时还安装了马桶留置槽。2018年10月14日，这些车卡被移交给威尔士交通局。2019年2月，人们看到了第一辆涂装威尔士交通局（Transport for Wales）的颜色。这些车卡将于2023年与威尔士运输公司车队的其余部分一起退役，替换为总共77辆197型柴联车。

#### 东密德兰铁路
158型车组是由区铁中部公司（Regional Railways Central）在东米德兰地区引进的，以取代156型车组，用于Alphaline品牌的长途快车服务，如诺维奇经诺丁汉到利物浦莱姆街（Lime Street）的长途快车服务。私有化后，中央火车公司运营这些服务，但很快就为这些服务采购了一大批170级Turbostar车队，并将158级车队转移到二级线路上，如伯明翰新街至赫里福德和德比至马特洛克。
东米德兰兹火车公司(EMT)有一个从中央火车公司(Central Trains)继承下来的25个车组，其中一些车组是从First Great Western和South West Trains转来的。东米德兰火车的158级特快车组运营长途特快服务（如诺维奇至利物浦），以及次要的非特快工作，如诺丁汉至斯凯格尼斯、诺丁汉至马特洛克和莱斯特至林肯中心。
诺维奇至利物浦的每小时一班的服务一直被批评为过度拥挤，尤其是利物浦和诺丁汉之间。这是因为交通部自2007年11月起在紧急医疗服务专营权中指定了两辆车组，造成运力不足。鉴于持续存在的过度拥挤现象，有时会有乘客被甩客。运输部发文承认犯错。由于其他列车的各种串联，使得更多的158型列车被释放出来，从2011年12月起，最繁忙的服务被延长至利物浦和诺丁汉之间的4卡车，部分时候会在诺丁汉进行挂钩和脱钩。诺丁汉和诺维奇之间仍使用2车卡。从2012年12月起，该线路的进一步服务得到加强。
2015年5月，158889从南西铁路以2年租借的方式转让给EMT公司。此后，在Stagecoach失去南西铁路公司的南西特许经营权后，这一分配在2017年8月被永久化。
所有单位于2019年8月18日移交给东米德兰铁路公司，并以 "EMR区域 "子品牌运营。预计它们将于2021/2022年被170型列车取代。

#### 大西铁
Wales & West（后来的Wessex Trains）最初在威塞克斯干线的长途服务中运营12辆158型特快列车。随着收购更多的列车组别，这些列车组别被扩展为3卡。与出厂标配的3卡158级和159级不同，该扩展车组的中央车卡是一个车头，但是驾驶室被锁住，并有一个适配器连接不同尺寸的舷梯。
2006年，First Great Western (FGW)在Great Western和Wessex特许经营权合并后，继承了Wessex Trains。然后，FGW将其前Wessex Trains的大部分158级列车换成了前First TransPennine Express。这样，FGW就可以拥有所有由Porterbrook拥有的158级列车。在2007年底和2008年初，FGW的158级快车队进行了整修。改进措施包括：重新铺设座椅，重新粉刷或更换内部设备，改变内部照明，以及全面更换厕所。此外，窗户已换成了更安全的夹层玻璃，哈龙灭火器也换成了泡沫灭火器。同时，还对机组的发动机进行了大修，并将机组重新粉刷成FGW自己的淡紫色和蓝色。
这支车队现在用于埃克塞特圣戴维兹和普利茅斯/彭赞斯、卡迪夫中心和陶恩顿/朴茨茅斯港以及大马尔文/伍斯特灌木山和布莱顿/韦茅斯之间的长途服务。这些列车现在也被用于塔卡线上的巴恩斯特普尔和圣詹姆斯公园之间的服务，取代了之前在该线上运行的143型列车。大西部铁路公司共运营18辆列车，其中6辆是混装车组（其中一节车厢是由同等级的另一节车厢的驱动车连接到两节车厢的车厢，即上文所说的扩展版3卡车），1台是出厂标配的3卡车组，其余11节是2卡车组。

#### 北铁/奔宁特快
私有化后，Northern Spirit公司（后来的Arriva Trains Northern，2004年又改名为Northern Rail）由Regional Railways North East创建。Northern Spirit公司继承了大量的158型列车，其中许多列车用于TransPennine Express服务，其余的则用于西约克郡地铁提供的服务。First North Western公司（由Regional Railways North West的继承公司）拥有8辆158级列车，以Newton Heath为基地，用于各种中长途线路，在Northern Railways公司成立之初，这些列车被转移到Leeds Neville Hill车站，现在专门用于前Arriva Trains Northern线路。目前，一些158型列车尽管不在默西塞德省附近，但仍由Merseytravel公司赞助。这种赞助是为了确保156型列车从西约克郡到最繁忙的默西塞德省的服务。
2006年，First TransPennine Express开始用较新的185级Desiro和170级Turbostar动车组更换158级动车组，随后，158级动车组被移交给Northern Rail、Central Trains、South West Trains和First Great Western。
所有机组于2016年4月移交给北方铁路公司。北方铁路公司最近完成了对三节车厢的158级DMU的整修计划，并继续对其两节车厢的158级DMU进行整修，它和Abelo ScotRail运营着最大的158级动车组。
2018年，Northern从AbellioScotrail公司又收购了8辆158型车组；首批几辆车组于2018年2月转移，其余车组于2018年12月转移。

#### 西南铁
目前，南西铁运营着从埃克塞特-圣戴维兹（Exeter St Davids）到滑铁卢（Waterloo）的158型列车，以及经南安普顿中央车站（Southampton Central）的Salisbury到Romsey的列车。南西铁还运营着159型列车，是在Network SouthEast年间由158级列车改装而成的。其中一辆编号为158889的South West Trains列车已经永久转给了姐妹公司Stagecoach公司East Midlands Trains，而他们原来的一对158级列车被永久转给了Abelo ScotRail。西南铁路公司运营着158880-888和890号158班车。158885号列车配备的是ZF节油型变速器，而不是通常的Voith T211rz或T211rzz液压变速器，但效果欠佳。到2017年3月，该车组已恢复到原配置。SWT的158级列车最初是为了取代西南列车170级车队而引进的，在2007年新的西南部特许经营权范围内，在雷丁至布莱顿的服务中曾有过短暂的使用，之后因SWT丧失雷丁和布莱顿路权，该线路取消。

#### 维珍纵贯
在引进220/221级Virgin Voyagers之前，Virgin CrossCountry运营着少量的158型，编号为158747-158751。多被用于曼彻斯特皮卡迪利/利物浦莱姆街至格拉斯哥/爱丁堡的服务。其中一辆服务斯温顿-斯特劳德-伯明翰线路。这些列车大部分现在转由大西部铁路公司运营。

## 事故
2005年12月3日，158856号机组在Elsenham发生了一起事故，两名行人在穿越平交道时被撞死亡。RAIB批评说，该线路的风险评估不足。
   2010年1月22日，158701号机组因故障在丁沃尔（Dingwall）出轨。1人受轻伤。
   2013年7月21日，158774号机组在诺维奇空车停靠时，被156402号撞上。8名乘客受伤。原因是司机失误未能刹停。
   2017年4月1日，158758号机组以6英里/小时（约合10公里/小时）的速度在普雷斯顿与缓冲坡相撞。造成15人受伤。原因是司机失误。

## 出口

### 泰国国家铁路
在1990-1991年，BREL为泰国国家铁路158型列车建造了6辆3卡的ASR列车。这些列车与英国列车不同的是，它们使用泰国的米轨、采用了不同的外端舷梯、手动内开式铰链门（与英国的插式门不同）、可逆向座椅和额外的空调。泰铁158型的所有列车都在2011年进行了翻新。翻新工作包括将列车重新粉刷成新的涂装，并将列车加长至4卡。

## 现存在役
| Class | Operator               | Number | Year built | Cars | Unit number |
| ----- | ---------------------- | ------ | ---------- | ---- | --- |
| 158/0 | Abellio ScotRail       | 40     | 1989–92    | 2    | 158701–736, 158738–741 |
| 158/0 | Great Western Railway  | 11     | 1989–92    | 2    | 158745, 158747, 158749–750, 158760, 158762–763, 158765–767, 158769                                                                                         |
| 158/0 | Great Western Railway  | 1      | 1989–92    | 3    | 158798 |
| 158/0 | East Midlands Railway  | 26     | 1989–92    | 2    | 158770, 158773–774, 158777, 158780, 158783, 158785, 158788, 158799, 158806, 158810, 158812–813, 158846–847, 158852, 158854, 158856–858, 158862–866, 158889 |
| 158/0 | Northern Trains        | 35     | 1989–92    | 2    | 158782, 158784, 158786–787, 158789–797, 158815–817, 158842–845, 158848–851, 158853, 158855, 158859–861, 158867–872                                         |
| 158/0 | Northern Trains        | 8      | 1989–92    | 3    | 158752–759 |
| 158/0 | Transport for Wales    | 24     | 1989–92    | 2    | 158818–841 |
| 158/0 | South Western Railway  | 10     | 1989–92    | 2    | 158880–888, 158890 |
| 158/0 | Converted to Class 159 | 8      | 1989–92    | 2    | 158800–801, 158803–805, 158807, 158809, 158811 |
| 158/9 | Northern               | 10     | 1989–92    | 2    | 158901–910 |
| 158/0 | Great Western Railway  | 6      | 1989–92    | 3    | 158950–951, 158956–959 |

## 涂装
- Northern Rail livery, 2005 onwards
- South West Trains and East Midlands Trains livery, 2005 onwards
- Arriva Trains Wales livery, 2011 onward
- Great Western Railway 3-car livery, 2015 onwards
- Northern livery, 2016 onwards
- South Western Railway livery, 2017 onwards
- Transport for Wales livery, 2018 onwards
- East Midlands Railway livery, 2019 onwards

1. 1 2 3 4 5 6 7 8  . Angel Trains.   [2014-09-19]. （原始内容存档于2020-09-21）.
2. 1 2  .   [29 April 2010]. （原始内容存档于20 October 2011）.
3. ↑   (PDF).   [2015-04-22]. （原始内容存档 (PDF)于2015-01-04）.
4. 1 2  . Rail Safety and Standards Board.   [20 December 2010]. （原始内容存档于21 December 2013）.
5. ↑  Network Rail. . 15 February 2010  [16 September 2010]. （原始内容存档于2011-07-10）.
6. ↑  Pritchard, Robert; Hall, Peter. . Sheffield: Platform 5 Publishing. 2019: 221. ISBN 978-1-909431-51-5.